# Râul Ribița
Râul Ribița este un curs de apă, afluent al râului Crișul Alb. 

## Hărți
- Harta județului Hunedoara
- Harta munții Apuseni
- Harta munții Bihor